# Aluísio Mendes
Aluísio Guimarães Mendes Filho, conhecido no meio político como Aluísio Mendes (Belo Horizonte, 11 de novembro de 1961) é um advogado e político brasileiro filiado ao Republicanos . Foi assessor presidencial de José Sarney (1985–1990) e secretário de Segurança Pública no governo de Roseana Sarney (2010–2014).

## Carreira política
Em 15 de março de 1985, com a posse de José Sarney como presidente do Brasil, Aluísio Mendes assumiu a assessoria do presidente do Brasil. Como assessor do presidente José Sarney, Aluísio Mendes (PMDB) defendeu o então presidente do Brasil.
Em 1989, ainda como assessor presidencial, apoiou Lula.
Em 1990, apoiou Edison Lobão ao governo do Maranhão.
Em 1994, apoiou Roseana Sarney e Fernando Henrique Cardoso.
Em 1998, apoiou Roseana Sarney e Fernando Henrique Cardoso.
Em 2002, apoiou José Reinaldo Tavares e Lula.
Em 2006, apoiou Roseana Sarney e Lula.
Em 1 de abril de 2010, Aluísio Mendes assumiu a secretaria de Segurança Pública, após a renúncia de Raimundo Cutrim.
Em 2010, apoiou Roseana Sarney e Dilma Rousseff.
Em 2012, apoiou João Castelo.
Em 2013, Aluísio Mendes se filiou ao Partido Social Democrata Cristão (PSDC).
Em 2014, foi eleito deputado federal pelo Partido Social Democrata Cristão (PSDC). Apoiou Lobão Filho e Dilma Rousseff.
Em 17 de abril de 2016, votou contra o processo de impeachment de Dilma Rousseff.